# Naasson

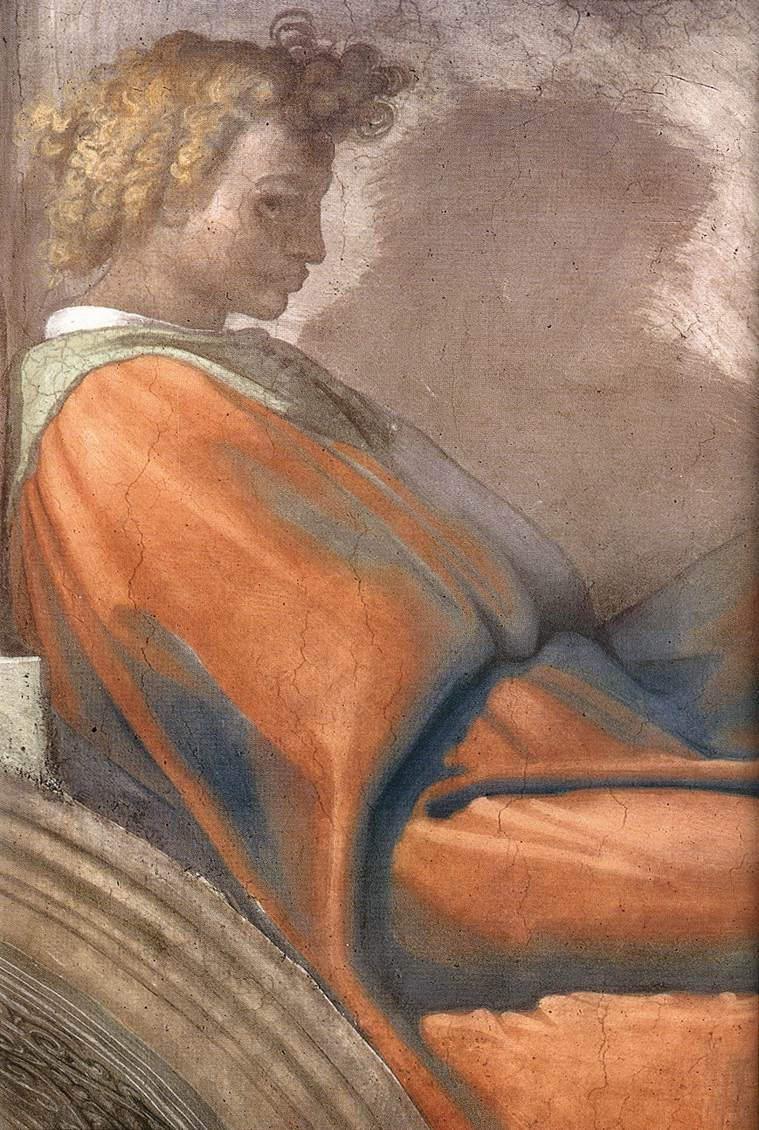
Détail.

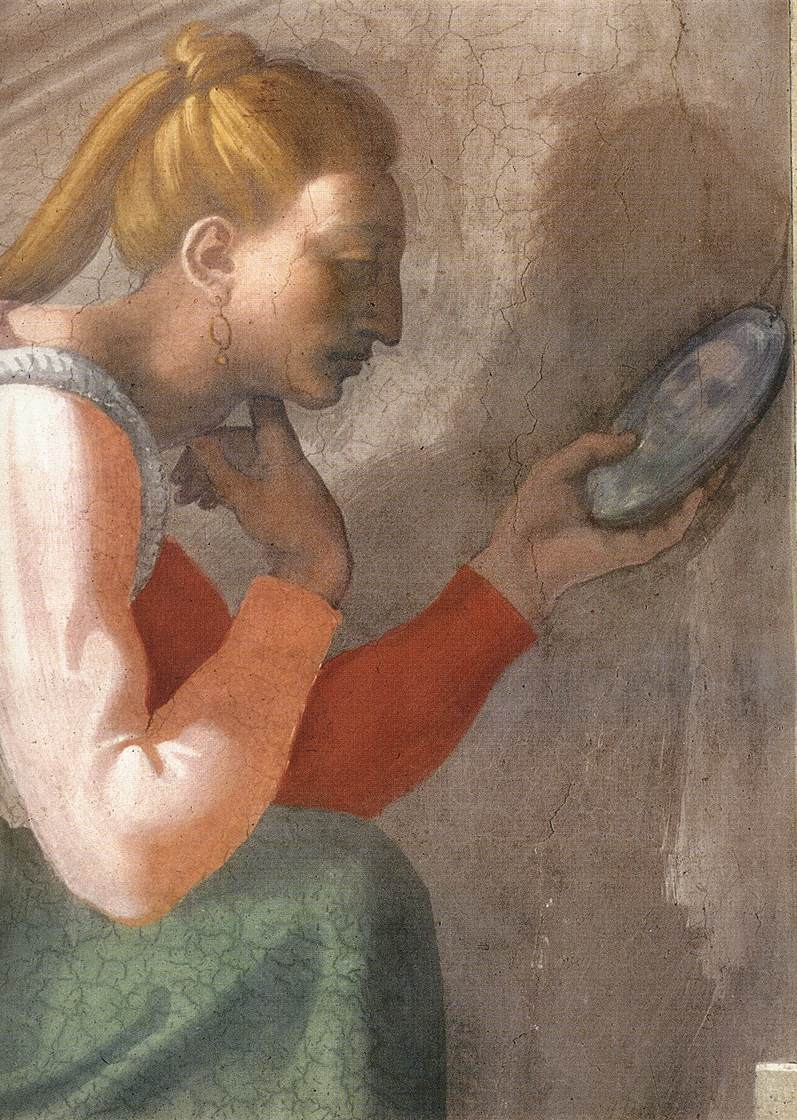
Détail.

Naasson est une fresque réalisée sur une lunette par Michel-Ange entre 1511 et 1512 (environ) et fait partie de la décoration des murs de la chapelle Sixtine des musées du Vatican à Rome. Elle a été réalisée dans le cadre des travaux de décoration de la voûte, commandés par Jules II.

## Histoire
Les lunettes, qui contiennent la série des Ancêtres du Christ, ont été réalisées, comme le reste des fresques de la voûte, en deux phases, à partir du mur du fond, en face de l'autel. Les derniers épisodes, d'un point de vue chronologique, des histoires ont donc été les premiers à être peints. À l'été 1511, la première moitié de la chapelle devait être achevée, nécessitant le démontage de l'échafaudage et sa reconstruction dans l'autre moitié. La deuxième phase, qui a débuté en octobre 1511, s'est terminée un an plus tard, juste à temps pour le dévoilement de l'œuvre la veille de la Toussaint 1512.
Parmi les parties les plus noircies de la décoration de la chapelle, les lunettes ont été restaurées avec des résultats étonnants en 1986.
La lunette de Naasson est probablement la treizième (sur seize) à être peinte par Michel-Ange, la cinquième après le remontage de l'échafaudage en bois et l'avant-dernière parmi celles conservées aujourd'hui (les deux dernières sur le mur de l'autel ont été détruites pour faire place au Jugement dernier).

## Description et style
Les lunettes suivent la généalogie du Christ à partir de l'Évangile selon Matthieu. Naasson et sa femme se trouvent dans la première lunette du mur gauche en partant de l'autel ; la lunette est située au-dessus du pendentif du Châtiment d'Haman.
Elle est organisée avec une figure sur chaque moitié, entrecoupés du cartouche avec le nom des protagonistes écrits en capitales romaines : « NAASON  ». Dans les lunettes de la deuxième partie du chantier, la plaque a une forme simplifiée, sur l'insistance du pape qui voulait une conclusion rapide des travaux. La couleur de fond de ces scènes est également différente, plus claire, avec des figures plus grandes et une exécution plus rapide et plus fluide. L'agrandissement des proportions est un dispositif optique, conçu pour ceux qui se déplacent dans la chapelle de la porte à l'autel (comme dans les processions solennelles), qui amplifie de façon illusionniste la taille de l'espace.
Pour la première fois, les deux personnages sont orientés dans le même sens, faute de composer une symétrie : cette orientation se retrouve également dans les lunettes perdues d'Abraham, Isaac, Jacob, Judas et Fares, Esrom et Aram. Naasson est évidemment le personnage masculin, à droite, semi-allongé, les épaules reposant sur le bord de la plaque et la jambe droite étendue et reposant sur une marche en bois à la base d'un lutrin posé devant lui ; l'autre jambe est repliée. Il est enveloppé dans un manteau rouge avec une capuche verte ; le col de sa chemise est blanche et une botte, jaune. L'attitude désinvolte correspond au visage adolescent, encadré de boucles blondes, légèrement boudeur, et qui semble s'intéresser à la femme derrière lui mais sans vouloir se retourner.
Sur la gauche, la femme est représentée debout, avec un pied sur la marche de pierre en train de se contempler dans un miroir ovale qu'elle tient dans sa main, avec un coude posé sur le genou levé et l'autre main qui semble caresser sa face comme pour la ceindre avec complaisance. Son dos et sa tête sont inclinés vers l'avant, suivant la courbe de la lunette. La tenue et la coiffure sont très précises : les longs cheveux blonds sont rassemblés en un chignon d'où sort une longue queue ; elle porte des boucles d'oreilles et une robe verte élaborée avec des bords de fourrure blanche attachés avec des goujons dorés et une ceinture jaune ; la chemise est rose, avec des ombres rose-orange ; elle est pieds nus. Le profil du visage est net et adapté aux délicates transitions lumineuses, avec un éclairage venant de l'arrière. Peut-être la pose a-t-elle été inspirée d'un ancien relief de Melpomène, inspiré des sarcophages romains (dont un au musée du Louvre, bien que connu uniquement à partir du XVIIIe siècle). Il y a deux croquis de la position dans le carnet dit d'Oxford et un, en nu masculin, dans une feuille à la Casa Buonarroti.